# Xi Cygni
Xi Cygni (ξ Cyg / ξ Cygni, 62 Cyg / 62 Cygni) è una stella della costellazione del Cigno, situata a 1200 anni luce di distanza dal sistema solare.

## Osservazione
La sua posizione moderatamente boreale fa sì che questa stella sia osservabile specialmente dall'emisfero nord, in cui si mostra alta nel cielo nella fascia temperata; dall'emisfero australe la sua osservazione risulta invece più penalizzata, specialmente al di fuori della sua fascia tropicale. Essendo di magnitudine +3,72, la si può osservare anche dai piccoli centri urbani senza difficoltà, sebbene un cielo non eccessivamente inquinato sia maggiormente indicato per la sua individuazione.
Il periodo migliore per la sua osservazione nel cielo serale ricade nei mesi compresi fra fine giugno e novembre; nell'emisfero nord è visibile anche per tutto l'autunno, grazie alla declinazione boreale della stella, mentre nell'emisfero sud può essere osservata in particolare durante i mesi del tardo inverno australe.

## Caratteristiche fisiche
Xi Cygni è una supergigante arancione di tipo spettrale K4,5 II-Ib: possiede una temperatura superficiale di circa 4000 K, una massa di 8-10 masse solari e una luminosità pari a 9400 volte quella solare. Se fosse posizionata al centro del sistema solare, raggiungerebbe l'orbita della Terra, ovvero 1 UA. È anche una binaria spettroscopica, nella quale le due componenti ruotano tra di loro in 113 giorni.
La sua velocità di rotazione è stata calcolata, e misura circa 3,4 km/s, anche se questa è tuttavia solo un limite inferiore, non conoscendo l'inclinazione dell'asse di rotazione della stella.
Dopo aver iniziato la vita come una nana bianco-azzurra di sequenza principale di tipo spettrale B1 30 milioni di anni fa, si sta ora avvicinando alla fine della sua esistenza: tuttavia il suo destino è molto incerto, perché la sua massa la pone a metà strada tra le stelle destinate a esplodere come supernovae e le stelle di massa minore, destinate a diventare delle nane bianche.